# Михайлівська волость (Олександрівський повіт)
Михайлівська волость (Михайло-Лукашівська) — історична адміністративно-територіальна одиниця Олександрівського повіту Катеринославської губернії.
Станом на 1886 рік складалася з 19 поселень, 11 сільських громад. Населення — 3378 осіб (1757 чоловічої статі та 1621 — жіночої), 368 дворових господарств.
|                     | Площа, десятин | У тому числі орної, дес. |
| ------------------- | -------------- | ------------------------ |
| Сільських громад    | 1736           | 714                      |
| Приватної власності | 36323          | 13570                    |
| Казенної власності  | —              | —                        |
| Іншої власності     | 685            | 400                      |
| Загалом             | 38744          | 14684                    |

Основні поселення волості:
- Михайлівка (Лукашева) — село при вершині балки Гнилої за 35 верст від повітового міста, 349 осіб, 60 дворів, православна церква, школа, земська лікарня, земська в'язниця, 3 лавки, постоялий двір. За 6 верст — цегельний завод. За 16 верст — постоялий двір.
- Любомирівка — село при балці Солоній, 70 осіб, 10 дворів, паровий млин, цегельний та черепичний заводи.
- Миролюбівка — село при балці Солоній, 443 осіб, 75 дворів, лавка.